# Watelio longifoliata
Watelio longifoliata är en ringmaskart som beskrevs av Støp-Bowitz 1948. Watelio longifoliata ingår i släktet Watelio och familjen Alciopidae. Inga underarter finns listade i Catalogue of Life.